# Athleta Christi
Athleta Christi (în română „Campionii de Hristos”) a fost o clasă de martiri soldați creștini timpurii sau sfinți militari, dintre care exemplul cel mai cunoscut este probabil Sfântul Sebastian. De asemenea, ar putea fi folosit pentru a se referi la creștinii cu pricepere marțială exemplară, mai ales atunci când luptă împotriva necreștinilor sau ereticilor.

## Folosire
Din secolul al XV-lea, acest titlu este politic. Acordat de papi bărbaților care au condus campanii militare de apărare a creștinismului. Imnul militant catolic Athleta Christi nobilis („Nobil Campion al Domnului”), un imn pentru Utrenia pe 18 mai, sărbătoarea Sfântului  Venantie, a fost scris în secolul al XVII-lea de un autor necunoscut. Precursorii medievali ai imnului sunt mulți și  conține imnuri, responsorii și antifoane dedicate multor sfinți și martiri, chiar și nemilitanți precum Cosma și Damian. 
Cei care au deținut titlul cuprinde:
- Ludovic I al Ungariei, chemat de Papa Inocențiu al VI-lea .
- Simon de Montfort, numit astfel de Petru din Vaux de Cernay . [2]
- Ioan Hunyadi al Ungariei, numit de Papa Pius al II-lea .
- George Kastrioti Skanderbeg al Albaniei, numit de papii Calixtus al III-lea, Pius al II-lea, Paul al II-lea și Nicolae al V-lea . [3]
- Ștefan cel Mare al Moldovei, numit de Papa Sixt al IV-lea .
- Vlad Țepeș al Țara Românească, numit de Papa Sixt al IV-lea .